# Molières 1999
La 13e Nuit des Molières a eu lieu le 3 mai 1999 au Théâtre des Champs-Élysées et fut présidée par Pierre Arditi.

## Molière du comédien
- Robert Hirsch dans Le Bel Air de Londres
  - Niels Arestrup dans Copenhague
  - Roland Blanche dans Tedy
  - Pierre Arditi dans Rêver peut-être
  - Sami Frey dans Pour un oui ou pour un non

## Molière de la comédienne
- Isabelle Carré dans Mademoiselle Else
  - Marilú Marini dans Le Frigo et la femme assise
  - Annick Blancheteau dans Pour la galerie
  - Caroline Cellier dans Un tramway nommé Désir
  - Cristiana Reali dans Duo violon seul

## Molière du comédien dans un second rôle
- Michel Aumont dans Rêver peut-être
  - Jacques Zabor dans Mademoiselle Else
  - André Falcon dans Délicate Balance
  - Jean-Michel Dupuis dans Les Portes du ciel
  - Alain MacMoy dans Pour la galerie

## Molière de la comédienne dans un second rôle
- Geneviève Fontanel dans Délicate Balance
  - Micheline Dax dans Frédérick ou le boulevard du crime
  - Frédérique Tirmont dans Le Bel Air de Londres
  - Florence Pernel dans Un tramway nommé Désir
  - Chantal Neuwirth dans Rêver peut-être

## Molière de la révélation théâtrale
- Marie-Christine Orry dans L'Atelier
  - Pétronille de Saint Rapt dans Le Sabotage amoureux
  - Marina Hands dans Le Bel Air de Londres
  - Sarah Haxaire dans Après la pluie
  - Valentine Varela dans Partage de midi
  - Barbara Schulz dans Les Portes du ciel

- Denis Podalydès dans Le Revizor
  - Nicolas Briançon dans Jacques et son maître
  - Frédéric Quiring dans Pâte feuilletée
  - Micha Lescot dans Victor ou les Enfants au pouvoir
  - Samuel Le Bihan dans Un tramway nommé Désir

## Molière de l'auteur
- Jean-Claude Grumberg pour L'Atelier
  - Nathalie Sarraute pour Pour un oui ou pour un non
  - Claude d'Anna, Laure Bonin pour Pour la galerie
  - Jean-Claude Carrière pour La Controverse de Valladolid
  - Michael Frayn pour Copenhague

## Molière de l'adaptateur
- Jean-Marie Besset pour Copenhague, de Michael Frayn
  - Saskia Cohen-Tanugi pour Mademoiselle Else
  - Pierre Laville pour Tout contre
  - Michel Blanc, Gérard Jugnot pour Espèces menacées

## Molière du metteur en scène
- Gildas Bourdet pour L'Atelier
  - Patrice Kerbrat pour Tout contre
  - Jean-Michel Ribes pour Rêver peut-être
  - Didier Long pour Mademoiselle Else
  - Nicolas Briançon pour Jacques et son maître

## Molière du créateur de costumes
- Pascale Bordet pour Mademoiselle Else
  - Alain Chambon pour Le Revizor
  - Emmanuel Peduzzi pour Le Bel Air de Londres
  - Christine Rabot Pinson pour L'Atelier
  - Bernadette Villard pour Frédérick ou le boulevard du crime

## Molière du décorateur scénographe
- Jean-Marc Stehlé pour Rêver peut-être
  - Gildas Bourdet, Edouard Laug pour L'Atelier
  - Nicolas Sire pour Frédérick ou le boulevard du crime
  - Pace pour Le Bel Air de Londres

## Molière du meilleur spectacle comique
- Après la pluie au Théâtre de Poche Montparnasse
  - Le Frigo et la femme assise au Théâtre national de Chaillot
  - Pour la galerie au Théâtre de l'Œuvre
  - Le Bel Air de Londres au Théâtre de la Porte-Saint-Martin
  - Espèces Menacées au Théâtre de la Michodière

## Molière de la meilleure pièce de création
- Copenhague, de Michael Frayn au Théâtre Montparnasse
  - Pour la galerie au Théâtre de l'Œuvre
  - Rêver peut-être aux Centre national de création d'Orléans, Théâtre du Rond-Point
  - Tout contre au Théâtre Fontaine
  - Après la pluie au Théâtre de Poche Montparnasse

## Molière de la meilleure pièce du répertoire
- L'Atelier, au Théâtre Hébertot
  - Le Revizor à La Comédie-Française
  - Pour un oui ou pour un non à La Comédie des Champs-Élysées
  - Jacques et son maître aux Théâtre 14, Théâtre Hébertot
  - Les Femmes savantes à La Comédie-Française

## Molière du spectacle musical
- L'Ultima Récital avec Marianne James au Théâtre Mogador
  - La Fièvre des années 80 aux Folies Bergère
  - Notre-Dame de Paris au Palais des congrès
  - Y'a d'la joie ! et d'l'amour au Théâtre national de Chaillot

## Meilleur «one man show» ou spectacle de sketches
- Philippe Avron pour Je suis un saumon
  - Muriel Robin
  - Sylvie Joly pour La Cigale et la joly

## Molière d'honneur
- Arthur Miller
- Vittorio Gassman